# Diocèse de Kimberley
Le diocèse de Kimberley (en anglais : Roman Catholic Diocese of Kimberley, en latin : Dioecesis Kimberleyen(sis)) est diocèse de l'Église catholique romaine en Afrique du Sud, subordonné à l'archidiocèse de Bloemfontein. Fondé en 1886 en tant que vicariat apostolique, il est élevé au rang de diocèse en 1951. Son siège est à Kimberley et depuis le 3 mars 2021, sont évêque est Duncan Theodore Tsoke (de).

## Territoire
Le diocèse occupe une superficie de 123 053 kilomètres carrés couvrant le territoire de la province du Cap-Nord et la région au-delà du fleuve Orange. Le siège est situé à Kimberley, où l'on peut trouver la cathédrale Sainte-Marie (en). Ses subdivisions administratives sont Barkly West (en), Hay, Herbert, Kuruman, Mahikeng, Taung et Vryburg.
En 2019, on y dénombrait 23 paroisses.

## Histoire
Le 4 juin 1886, le vicariat apostolique de l'État libre d'Orange est inauguré par le bref Quae aeternae du pape Léon XIII,. Le territoire est découpé à partir du vicariat apostolique du Natal, depuis 1951 l'archidiocèse de Durban, et à partir du vicariat apostolique du Cap de Bonne-Espérance, partie Est, devenu en 1939 vicariat apostolique de Port Elizabeth, puis diocèse de Port Elizabeth (en) en 1951. Le 1er août 1892, par le décret Quo fructuosius, le Bechuanaland est rattaché au vicariat, par détachement de la préfecture apostolique de Cimbébasie, préfecture plus tard supprimée. Le 8 mai 1894, une partie du territoire est découpée pour former la préfecture apostolique du Basutoland, devenue en 1951 le diocèse de Maseru et en 1961 l'archidiocèse de Maseru.
Le 15 janvier 1903, le nom est changé pour le vicariat apostolique de Kimberley en Orange. Le nom est de nouveau changé en 1918 pour le vicariat apostolique de Kimberley en Afrique du Sud. Le 12 juin 1923, par le bref Quo christiani de Pie XI, une partie du territoire est détachée pour former la nouvelle préfecture apostolique du Gariep, devenue le diocèse d'Aliwal (en) en 1951. Le 26 novembre de la même année, le bref Quae catholico de Pie Xi permet la création de préfecture apostolique de Kroonstad à partir du territoire du vicariat de Kimberley.
Une nouvelle portion du territoire est détachée le 9 avril 1948 par la bulle Quae ad fidem de Pie XII pour former le vicariat apostolique de Pretoria, devenu l'archidiocèse de Pretoria en 1951. Le 11 janvier 1951, en vertu de la bulle Suprema Nobis de Pie XII, une portion est détachée pour former l'archidiocèse de Bloemfontein. Par la suite, le vicariat apostolique de Kimberley en Afrique du Sud est élevé au rang de diocèse.
Le 2 avril 1959, la partie du territoire située dans le Bechuanaland est séparée pour former la préfecture apostolique du Bechuanaland, devenu en 1970 la préfecture apostolique de Gaborone, puis le diocèse de Gaborone en 2017.

## Statistiques
| année                        | population | population | population | prêtres | prêtres   | prêtres   | prêtres             | diacres | religieux | religieux | paroisses |
| année                        | baptisés   | total      | %          | nombre  | séculiers | réguliers | baptisés par prêtre | diacres | moines    | moniales  | paroisses |
| ---------------------------- | ---------- | ---------- | ---------- | ------- | --------- | --------- | ------------------- | ------- | --------- | --------- | --------- |
| 1950                         | 32 727     | 691 649    | 4.7        | 39      |           | 39        | 839                 |         | 78        | 152       | 4         |
| 1969                         | 51 803     | ?          | ?          | 38      | 1         | 37        | 1363                |         | 73        | 89        | 3         |
| 1980                         | 66 835     | 565 000    | 11.8       | 28      | 3         | 25        | 2386                |         | 41        | 75        | 4         |
| 1990                         | 93 948     | 707 000    | 13.3       | 24      | 3         | 21        | 3914                |         | 38        | 42        | 4         |
| 1999                         | 113 270    | 1 502 230  | 7.5        | 32      | 18        | 14        | 3539                |         | 19        | 34        | 8         |
| 2000                         | 117 355    | 1 603 760  | 7.3        | 32      | 17        | 15        | 3667                |         | 20        | 27        | 15        |
| 2001                         | 118 730    | 1 607 350  | 7.4        | 28      | 14        | 14        | 4240                |         | 19        | 28        | 16        |
| 2002                         | 119 690    | 1 690 480  | 7.1        | 26      | 14        | 12        | 4603                |         | 16        | 21        | 16        |
| 2003                         | 119 780    | 1 730 680  | 6.9        | 28      | 13        | 15        | 4277                |         | 19        | 20        | 16        |
| 2004                         | 117 335    | 1 740 000  | 6.7        | 32      | 16        | 16        | 3666                |         | 20        | 26        | 17        |
| 2006                         | 117 260    | 1 780 000  | 6.6        | 37      | 19        | 18        | 3169                |         | 22        | 25        | 17        |
| 2013                         | 180 965    | 2 047 000  | 8.8        | 35      | 24        | 11        | 5170                | 3       | 13        | 27        | 18        |
| 2016                         | 189 600    | 2 136 000  | 8.9        | 35      | 32        | 3         | 5417                | 3       | 3         | 11        | 23        |
| 2019                         | 198 700    | 2 241 500  | 8.9        | 28      | 25        | 3         | 7096                | 3       | 9         | 13        | 23        |
| Sources: Catholic-Hierarchy. |            |            |            |         |           |           |                     |         |           |           |           |

## Liste des vicaires apostoliques et évêques
- Anthony Gaughren (de) (1849-1901), vicaire apostolique de l'État libre d'Orange du 8 juin 1886 à son décès le 15 janvier 1901
- Matthew Gaughren (de) (1843-1914), vicaire apostolique de l'État libre d'Orange du 23 janvier 1902 à son décès le 15 janvier 1903, puis vicaire apostolique de Kimberley en Orange du 15 janvier 1903 au 1er juin 1914
  - Sede vacante de 1914 à 1929
- Herman Joseph Meysing (de) (1886-1963), vicaire apostolique de Kimberley en Afrique du Sud du 19 décembre 1929 au 11 janvier 1951 (devient archevêque de Bloemfontein)
  - Sede vacante de 1951 à 1953
- John Boekenfoehr (en) (1903-1982), évêque de Kimberley du 24 mars 1953 à sa démission le 1er juillet 1974
- Erwin Hecht (en) (1933-2016), évêque de Kimberley du 1er juillet 1974 à sa retraite le 15 décembre 2009
- Abel Gabuza (en) (1955-2021), évêque de Kimberley du 23 décembre 2009 au 9 décembre 2018 (nommé archevêque coadjuteur de Durban)
  - Sede vacante de 2018 à 2021
- Duncan Theodore Tsoke (de) (1964-), évêque de Kimberley depuis le 3 mars 2021

### Évêques auxiliaires
- Erwin Hecht (1933-2016), évêque auxiliaire de Kimberley du 3 février 1972 au 1er juillet 1974, date de sa nomination en tant qu'évêque de Kimberley.